# Stenocactus sulphureus
Stenocactus sulphureus är en kaktusväxtart som först beskrevs av Albert Gottfried Dietrich, och fick sitt nu gällande namn av Bravo. Stenocactus sulphureus ingår i släktet Stenocactus och familjen kaktusväxter. Inga underarter finns listade i Catalogue of Life.